# Vittorio Filippo Ferrero Fieschi
Vittorio Filippo Ferrero Fieschi, książę Masserano (ur. 20 października 1713 w Madrycie, zm. 14 października 1777 w Barcelonie) – włoski arystokrata i hiszpański dyplomata.
Jego ojcem był udzielny władca włoski Vittorio Amedeo Ferrero Fieschi (1687-1743), a matką Giovanna Irene Caracciolo (1697-1721) pochodząca z Neapolu.
12 lutego 1722 roku poślubił Charlotte Louise de Rohan.
W latach 1763–1777 był ambasadorem Hiszpanii w Londynie. Korespondencja księcia Masserano z ministrem Grimaldim (z lat: 1766-1770, 1772-1773, 1777-1778) i jego prywatne dokumenty księcia (z lat: 1775-1776) znajdują się w zbiorach Library of Congress (dział hiszpański - „Hispanic Division”).
Jego syn Carlo Sebastiano Ferrero Fieschi, książę Masserano (1760-1826) poślubił  Adélaïde de Béthune.